# Ken Sugimori
Ken Sugimori (jap. 杉森建 Sugimori Ken; ur. 27 stycznia 1966 w Tokio, Japonia) – japoński projektant gier wideo i ilustrator. Najbardziej znany jako projektant postaci i dyrektor artystyczny gier z serii Pokémon. Osobiście stworzył pierwsze 151 Pokémonów. Sugimori pracował też nad częścią filmów Pokémon, kartami kolekcjonerskimi i innymi grami, takimi jak seria Super Smash Bros.
Od początku 1981 do 1986, Sugimori ilustrował fanzin o grach Game Freak, którego twórcą był Satoshi Tajiri. Sugimori odkrył ten magazyn w sklepie z dōjinshi i postanowił się zaangażować. Ostatecznie obaj zamienili Game Freak w firmę produkującą gry, której pierwszym dziełem było Mendel Palace.

## Prace
- Pokémon: projektant postaci
- Pokémon: Film pierwszy: oryginalny projektant postaci
- Pokémon 2: Uwierz w swoją siłę: oryginalny projektant postaci
- Pokémon 3: Zaklęcie Unown: koncepcja postaci
- Drill Dozer: dyrektor/projekt gry
- Pulseman: projektant postaci/ilustrator
- Pokémon Trading Card Game: główny ilustrator kart